# Лагуат
Лагуа́т (араб. الأغواط‎, Эль-Агват) — город на севере центральной части Алжира, административный центр одноимённого вилайета.
Лагуат — город среднего размера, расположенный в самом сердце Алжир. 
Столица штата Лагуат, который богат природным газом, который снабжает Европу и составляет треть национальной экономики. Он известен своими пальмами и садами, которые поражают своей историей, и его первое зарождение было на плато, известном как Базкарин, что касается его садов и сельскохозяйственных угодий, некоторые из них расположены к северу от этих плато и теперь называются северными оазисами. , а другие расположены к югу от них и называются южными оазисами.(Юг) Второй называется Аль-Дхая Аль-Гариба.
.

## Географическое положение
Город находится в северо-восточной части вилайета, на северной границе пустыни Сахара, на территории одноимённого оазиса. Абсолютная высота — 750 метров над уровнем моря.

Лагуат расположен на расстоянии приблизительно 325 километров к югу от столицы страны Алжира.
.

## Демография
По данным переписи, на 2008 год население составляло 144 747 человек.
Динамика численности населения города по годам:
| 1977   | 1987   | 1998    | 2008    | 2012    |
| ------ | ------ | ------- | ------- | ------- |
| 42 186 | 69 435 | 106 665 | 144 747 | 170 693 |

.

## Местоположение и природа

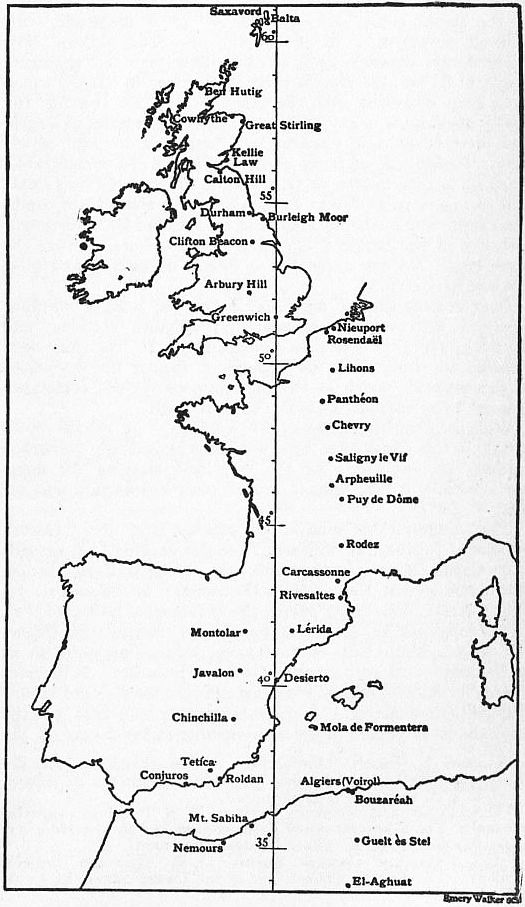

Лагуат — это региональный центр в алжирской степи, оазис на юге Алжира, окруженный садами. Он был построен на берегу Вади Аль-Мази, который течет к востоку от горного хребта Амур, и является одним из большого количества сезонных потоков, протекающих в Шотт-Мелрхир.
Он ограничен на севере муниципалитетом Сиди Махлуф, на западе — Таджикмутом и Чокеком, а на востоке — муниципалитетом аль-Асафия и к югу от муниципалитета Махрак.
Согласно Британской энциклопедии, город Лагуат является первым городом, который астрономически определил свои координаты на основе Гринвичской линии.Действительно, когда впервые была создана Гринвичская линия, город Лагуат, наряду с городом Лондоном ( Гринвич), были двумя точками, на которых он основывался при его определении.
Что касается его астрономического положения, то он находится на 2 градусах и 52 минутах восточной долготы и на 33 градусах и 48 минутах северной широты. Что касается его высоты над уровнем моря, то на южных склонах Сахарского Атласа она достигает 750 м.
.

## Транспорт
К юго-востоку от города расположена авиабаза ВВС Алжира, ближайший гражданский аэропорт расположен в городе Хасси-Рмель.

## Климат
Лагуат имеет холодный пустынный климат (Классификация климатов Кёппена BWk). Среднегодовая температура в Лагуате составляет 17.4 °C (63,3 °F). Около 176 мм (6,93 ″) осадков выпадает ежегодно. Осадков зимой больше, чем летом.

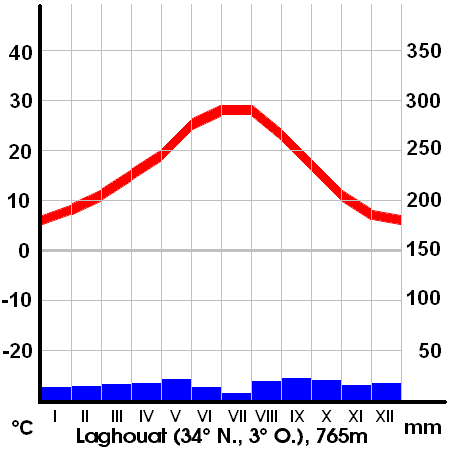
Climate в Лагуате

Дождь выпадает в этом регионе неравномерно, в среднем 180 мм в год, а в некоторые годы случаются сильные засухи.
Песчаные бури приводят к образованию дюн, что требует создания зеленого пояса вокруг города, особенно северных и северо-западных районов.
Город в основном полагается на местные запасы подземных вод, имеющихся в регионе в изобилии, особенно в связи с наличием самой большой подземной плотины в Африка в соседнем регионе Таджмут, который является колониальным наследием.
Несмотря на протекание Вади Аль-Мази в городе, его воды совершенно не используются, поскольку каждую зиму он представляет реальную опасность для фермеров из-за наводнений, которые он вызывает во время дождя потому что в его русле нет плотин.

## Экономика
Основу экономики Лагуата составляет сельское хозяйство. Выращивают фрукты, овощи и злаки. Развито ковроткачество.